# La tejedora de sueños
La tejedora de sueños es una obra de teatro en tres actos de Antonio Buero Vallejo, estrenada en el Teatro Español de Madrid el 11 de enero de 1952.

## Argumento
Recreación de La Odisea de Homero, narra los avatares de Penélope, amante esposa del guerrero Ulises, que espera pacientemente su regreso de la Guerra de Troya, tejiendo y destejiendo día y noche una toga para evitar el acoso de sus pretendientes.

## Representaciones destacadas
- Teatro (Estreno, 1952). Dirección: Cayetano Luca de Tena. Intérpretes: María Jesús Valdés, Guillermo Marín, Cándida Losada, Julia Delgado Caro.

- Televisión (en el espacio Teatro de siempre, de TVE; 1970). Intérpretes: María del Puy, Jaime Blanch, Enric Arredondo, Fiorella Faltoyano, Jesús Enguita.